# Досо
Досо (фр. Dosso) — город в юго-западной части Нигера, центр одноимённого региона страны.

## География
Расположен в 130—140 км к юго-востоку от столицы страны, города Ниамей, на дороге, ведущей из Зиндера в Бенин. Является центром городского округа Досо. В городе имеется аэропорт «Досо».

## Климат
| Показатель                    | Янв. | Фев. | Март | Апр. | Май  | Июнь | Июль | Авг. | Сен. | Окт. | Нояб. | Дек. | Год  |
| ----------------------------- | ---- | ---- | ---- | ---- | ---- | ---- | ---- | ---- | ---- | ---- | ----- | ---- | ---- |
| Средний суточный максимум, °C | 33,1 | 35,5 | 38,8 | 40,5 | 39,4 | 36,9 | 33,7 | 31,9 | 33,7 | 36,9 | 36,6  | 33,3 | 35,8 |
| Средняя температура, °C       | 25,0 | 27,4 | 30,9 | 33,2 | 33,3 | 31,2 | 28,7 | 27,3 | 28,3 | 29,7 | 28,1  | 25,2 | 29,0 |
| Средний суточный минимум, °C  | 16,9 | 19,3 | 23,1 | 26,0 | 27,2 | 25,6 | 23,8 | 22,8 | 22,9 | 22,6 | 19,6  | 17,1 | 22,2 |
| Норма осадков, мм             | 0    | 0    | 1    | 6    | 40   | 74   | 144  | 189  | 98   | 11   | 1     | 0    | 564  |
| Источник: Climate-Data.org    |      |      |      |      |      |      |      |      |      |      |       |      |      |

## Население
По данным на 2013 год численность населения города составляла 74 392 человека. Город является седьмым по численности населения в стране и первым в регионе. Большинство населения в о́круге составляют представители народа джерма, занимающиеся в основном скотоводством и земледелием.
Динамика численности населения города по годам:
| 1977   | 1988   | 2001   | 2013   |
| ------ | ------ | ------ | ------ |
| 16 959 | 25 695 | 43 293 | 74 392 |

## История
В доколониальный период город был столицей королевства Досо, власть которого распространялась на всю территорию проживания местного народа джерма. Местные правители имели титул «Джермако́й» или «Зармако́й», что можно перевести как «Владыка Джермы».

## Достопримечательности
В 2006 году Дворец Джермакоя и музей были признаны ЮНЕСКО кандидатами в объекты всемирного наследия.